# Luzia de Siracusa
Luzia de Siracusa (em italiano: Lucia; Siracusa, 7 de março de 283 — Siracusa, 13 de dezembro de 304) foi uma mártir cristã do início do século IV, morta no contexto das perseguições de Diocleciano aos cristãos. É venerada como santa pela Igreja Católica e pela Igreja Ortodoxa, que honram sua memória no dia 13 de dezembro. É uma das sete virgens mencionadas no Cânon romano e por tradição é invocada como protetora da vista (olhos) em razão da etimologia latina do seu prenome (Lux, luz). Os seus restos mortais são mantidos no Santuário de Santa Luzia em Veneza. Seu principal local de culto é a igreja de Santa Lucia ao Sepolcro em Siracusa, no sul da Sicília.
Na antiguidade cristã, juntamente com Santa Cecília, Santa Águeda e Santa Inês, a veneração a Santa Luzia foi das mais populares e, como as primeiras, tinha ofício próprio. Chegou a ter vinte templos em Roma nomeados em sua memória.
O episódio da cegueira, a partir do qual a iconografia a representa, está ligado ao seu nome Luzia derivado de luce (em italiano, luz), elemento indissociável ao sentido da visão, bem como à faculdade espiritual de se captar a realidade sobrenatural. Por este motivo Dante Alighieri, na Divina Comédia, atribui-lhe a função de graça iluminadora.
É considerada a padroeira dos oftalmologistas e daqueles que têm problemas de visão.
A sua festa é celebrada simbolicamente em 13 de dezembro, possivelmente doze dias antes do Natal para indicar ao cristão a necessidade de preparação espiritual e sua iluminação correspondente para essa importante data que se avizinha.

## História
Luzia nasceu na cidade de Siracusa (na Sicília, sul da Itália) e era de uma família rica e cristã. Era considerada uma das jovens mais belas de sua cidade. O seu pai morreu quando ela tinha 5 anos e sua mãe, Eutíquia, sofria de graves hemorragias internas. Luzia tinha uma grande convicção cristã, que a fez consagrar-se, secretamente, ao Senhor Jesus, e oferecer perpetuamente a sua virgindade.
Um dia ela e sua mãe foram peregrinar à cidade de Catânia onde se encontrava o corpo da grande Santa Águeda, que morrera por não se converter aos deuses romanos.

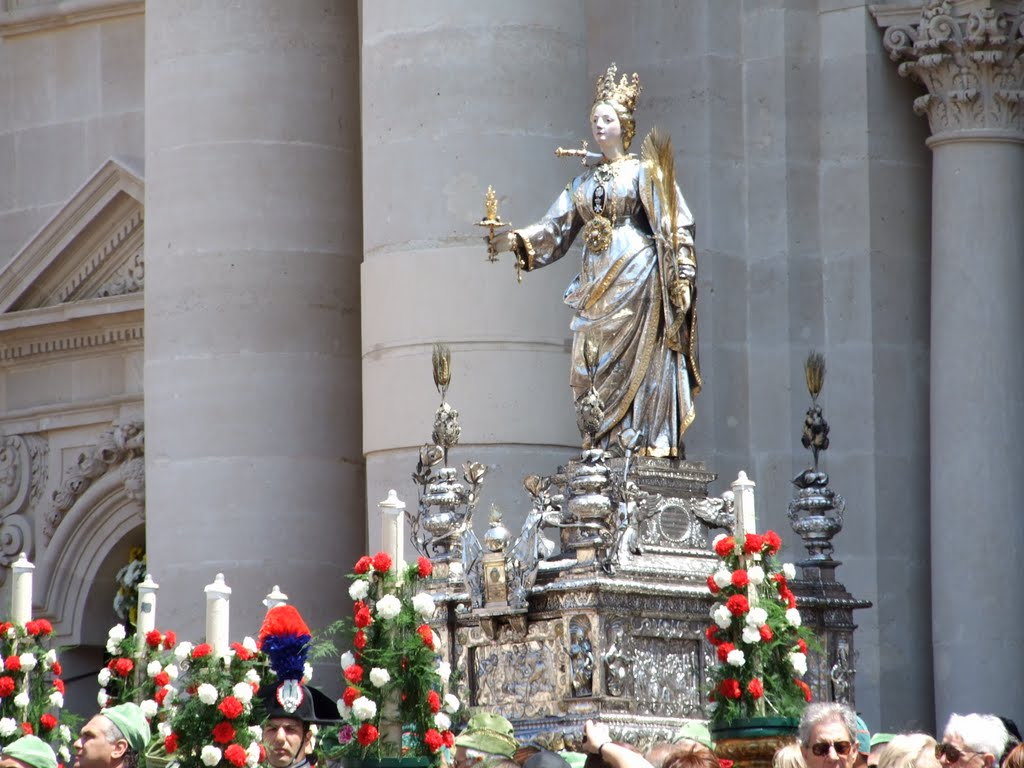
Procissão de Santa Luzia em Siracusa

O Evangelho pregado na Santa Missa desse dia foi o da mulher que sofria com hemorragias internas, iguais às da mãe de Luzia, que então pensou: "Se aquela mulher ao tocar nas vestes do Senhor ficou curada, será que Santa Águeda não pedirá ao Senhor que cure minha mãe da mesma forma que curou aquela mulher?"
Luzia pedia então a sua mãe para que esperassem todos e saíssem da Igreja, para que elas pudessem ir rezar junto ao corpo de Santa Águeda. Durante esse tempo de oração Luzia dormiu, e em êxtase sonhou que anjos rodeavam Santa Águeda, e que a mesma lhe disse: "Luzia minha irmã, por que pedes a mim uma coisa que tu mesma podes conceder?"
Luzia rapidamente saiu do êxtase e despertou do sonho. Foi procurar a sua mãe, que lhe disse que tinha sido curada. Luzia aproveitou esse momento para revelar à mãe que tinha feito um voto de castidade a Jesus, e que iria distribuir todos os seus bens aos pobres.
A sua mãe disse: "Luzia minha filha, tudo o que é meu e de teu falecido pai é teu, por isso faz o que quiseres." Ao chegar em casa começaram a distribuir todos os seus bens aos pobres.
Tomando conta do que estava a suceder, um jovem muito rico e pagão, politeísta de nascença, que já era apaixonado por Luzia, foi perguntar à mãe de Luzia o motivo de tanto esbanjamento de dinheiro, ao que Eutíquia respondeu: "Luzia é muito providente; e é porque julga os bens do Paraíso Celeste muito mais valiosos do que esses que estamos fazendo isso".
O jovem não entendeu o significado de "bens" do Paraíso Celeste, por isso entendeu como quis e voltou para casa. Os dias foram-se passando e Luzia e sua mãe iam dando mais e mais dinheiro aos necessitados assim dilapidando a grande fortuna da família, e por isso o jovem logo teve a certeza que Luzia era cristã, tendo-a denunciado ao governador (prefeito romano) de Siracusa, Pascasio, o qual ficou furioso com a grande fé cristã de Luzia, tendo-a mandado ao Imperador Diocleciano, que tentou persuadi-la a se converter aos ídolos. Luzia mostrou-se cheia do Espírito Santo em frente ao imperador Diocleciano. Vendo que nada a convertia, decidiu-se pelo seu martírio.

## O martírio

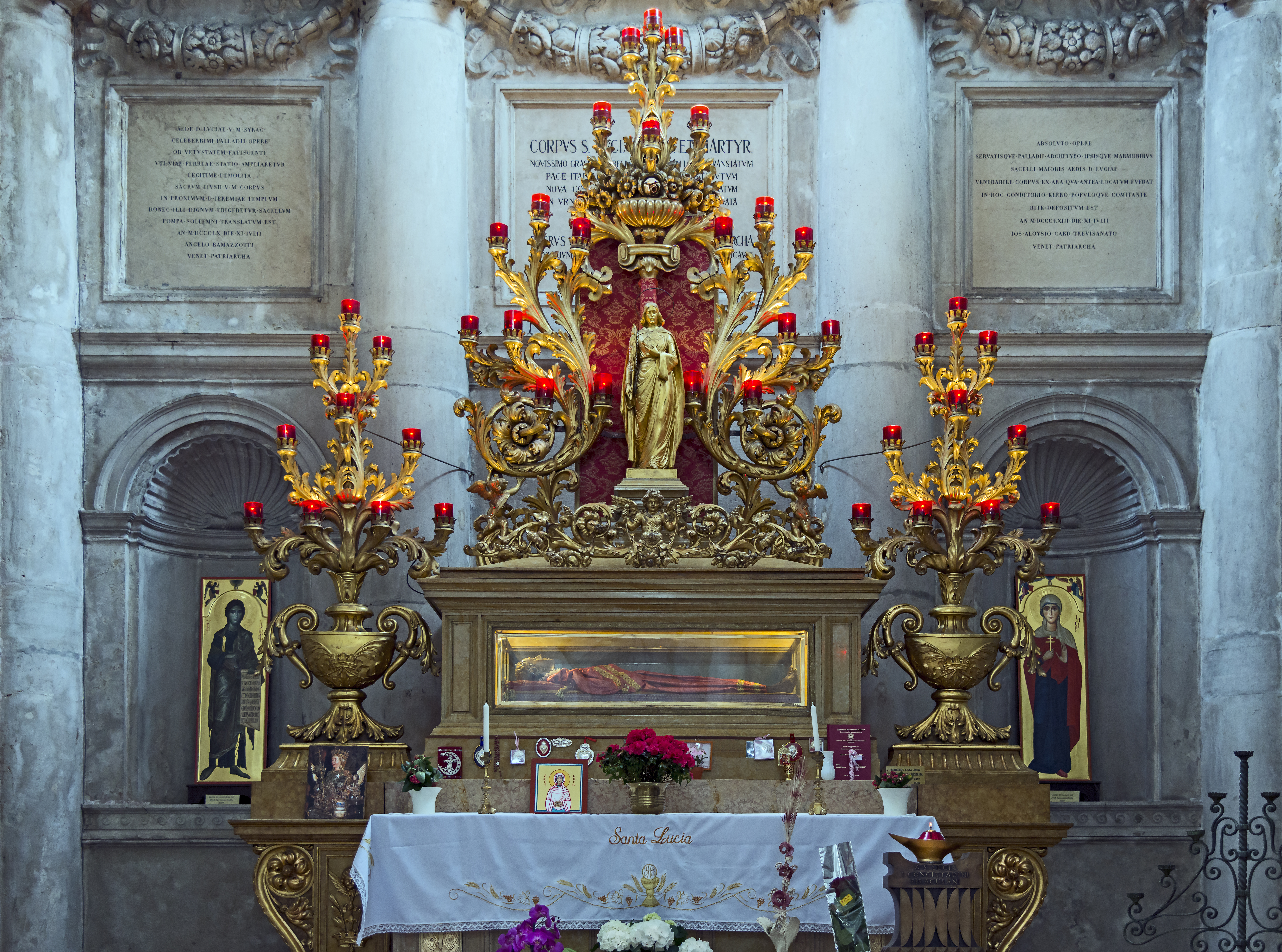
O corpo de Santa Luzia venerado na igreja de San Geremia em Veneza

Diocleciano, vendo que nada a convertia, mandou-a para uma casa de prostituição, mas foi em vão: ninguém conseguia tirar Luzia dali. Nem mesmo uma junta de bois conseguiu. Os soldados saíram envergonhados; seus pés estavam como que fincados no chão, como raízes de plantas. Naquele tempo, as virgens tinham mais medo de perder a virgindade do que enfrentar uma cova cheia de leões.
Como nada dera certo, tentaram atear-lhe fogo, o que fez com que Luzia rezasse a seguinte oração: "Senhor Deus, Jesus Cristo meu Rei, não deixeis que estas chamas me façam mal algum." As chamas nada fizeram contra ela, nem mesmo vermelhidão no seu corpo deixaram, por isso retiraram-na do fogo.
Foi-lhe então aplicado o castigo mais cruel depois da degolação. Como Luzia não se convertia aos deuses romanos, um soldado, a mando do imperador, arrancou-lhe os olhos e entregou-lhos num prato, mas, milagrosamente, nasceram-lhe no rosto dois lindos olhos, sãos, perfeitos e mais lindos do que os primeiros.
Vendo que nada a convencia a converter-se ao paganismo, deceparam-lhe a cabeça no momento em que Luzia dizia: "Adoro a um só Deus verdadeiro, a quem prometi amor e fidelidade." No mesmo instante a sua cabeça rolou pelo chão. Era 13 de dezembro do ano de 304 d.C.
Os cristãos recolheram-lhe o corpo e o sepultaram nas catacumbas de Roma. A sua fama de santa se espalhou por toda a Europa, de forma especial pela Itália, e depois para todo o mundo, sendo hoje venerada e honrada como a "Santa da Visão".

## Devoção popular
Todos os anos, na data de 15 de setembro, realiza-se na aldeia do Castelejo, na província da Beira Baixa, em Portugal, aquela que é considerada a maior manifestação religiosa da região da Cova da Beira e o ponto alto da cultura religiosa e popular no concelho do Fundão: a Romaria de Santa Luzia.
Sendo santa bastante venerada no interior da Região Nordeste do Brasil, várias pessoas não trabalham nesse dia, sobretudo as que trabalham com atividades que precisam de uma visão apurada, como costureiras. A crença dessas pessoas é que, desse modo, estarão, prestando respeito à santa, conservando a qualidade de sua visão. Também em alguns lugares existe uma tradição de colocar um prato com capim na noite da véspera do dia em homenagem à santa e ganhar doces no dia seguinte. Tradição que aos poucos vai desaparecendo com as novas gerações.

## Galeria

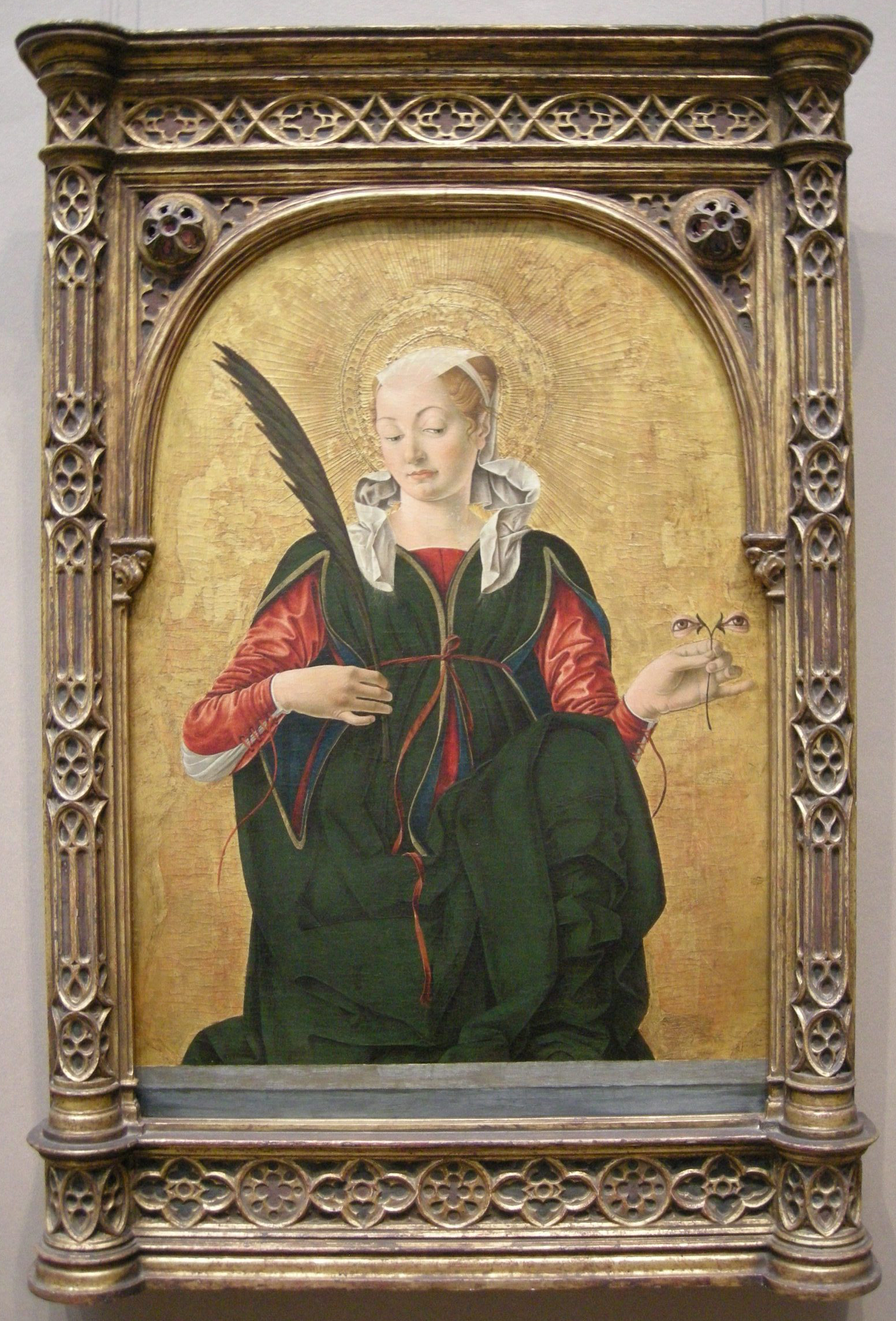
Santa Luzia, Francesco del Cossa
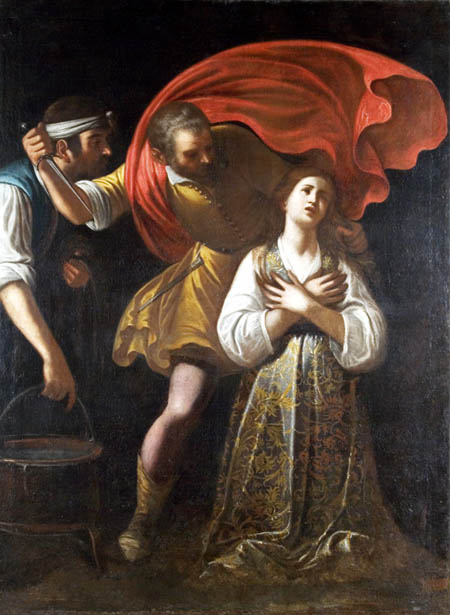
Martírio de Santa Luzia, Mario Minniti
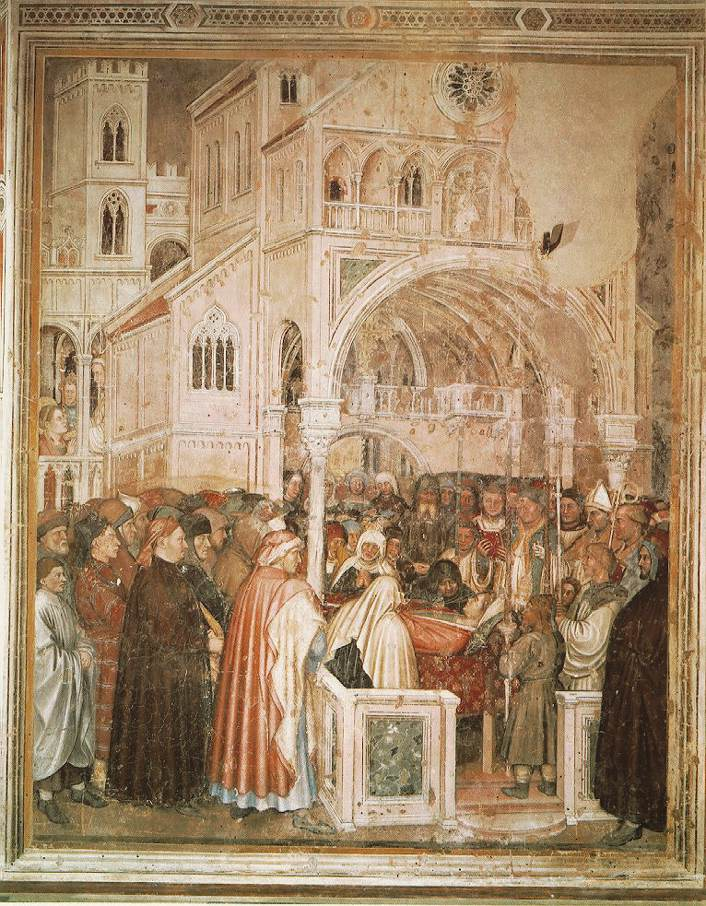
Funeral de Santa Luzia, Altichiero
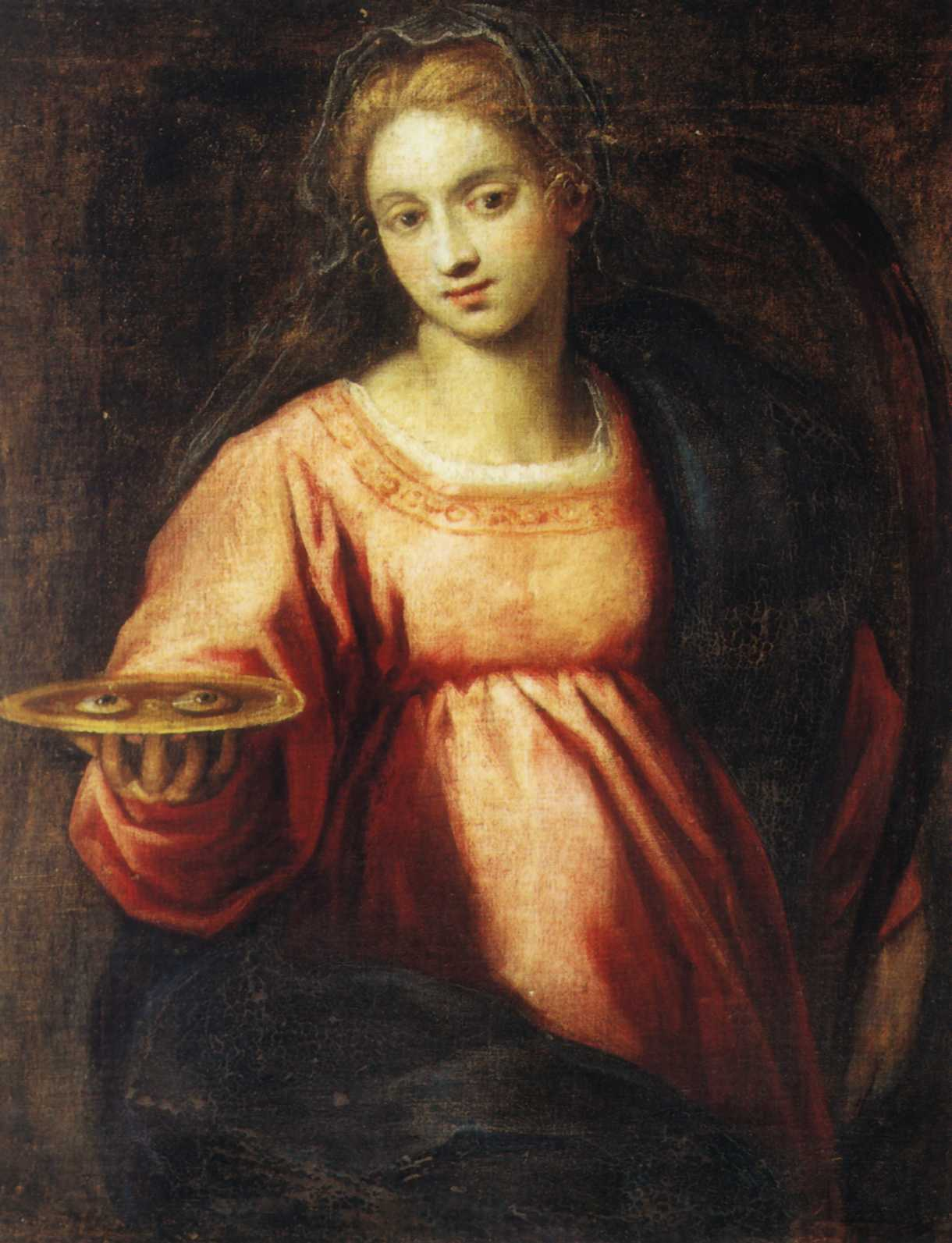
Santa Luzia, Igreja de São Jeremias e Santa Luzia, Veneza, Jacopo Palma, o Jovem
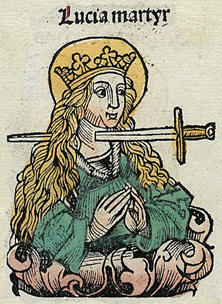
Imagem de Santa Luzia em página da Crônica de Nuremberg
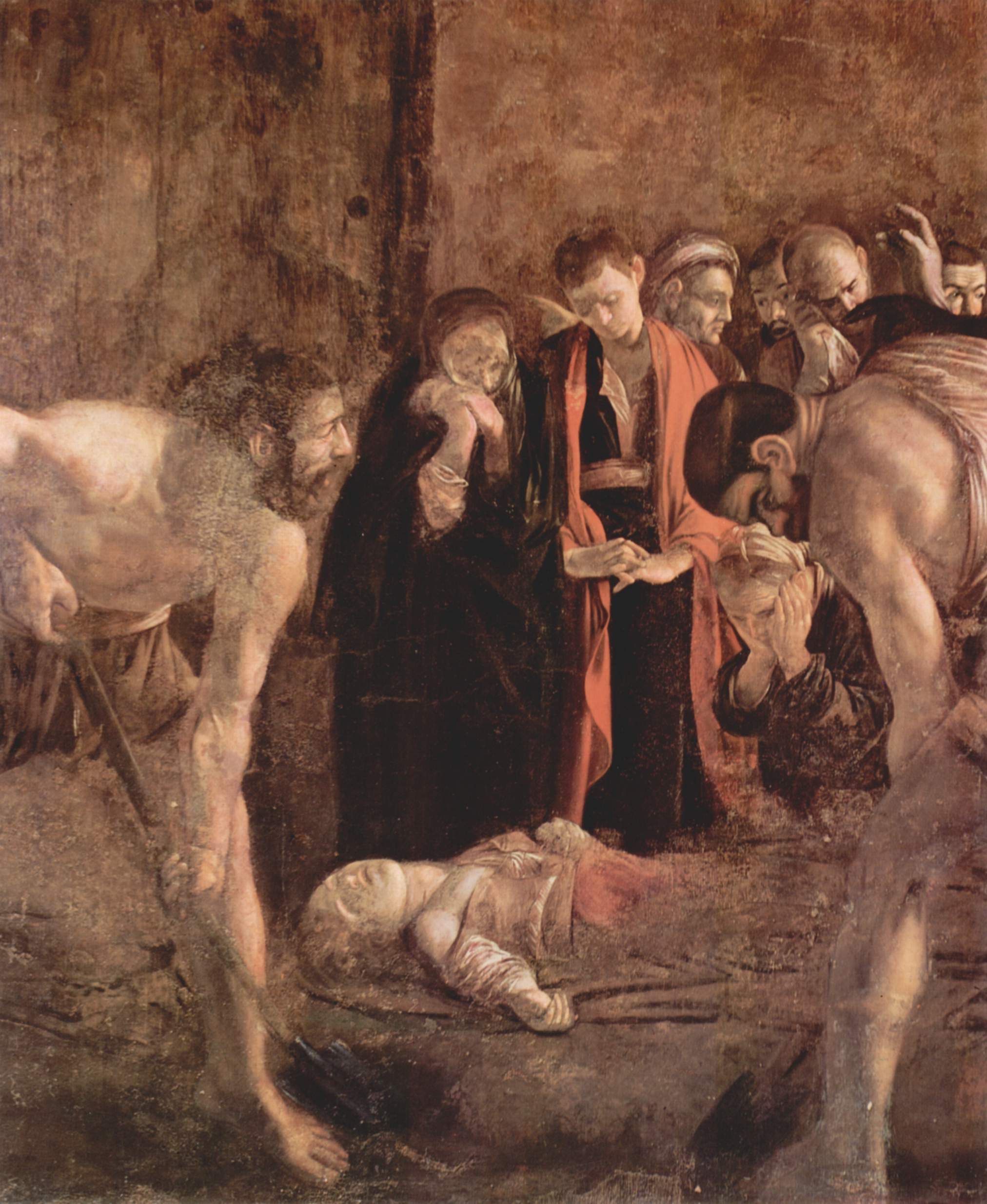
O sepultamento de Santa Luzia, Caravaggio
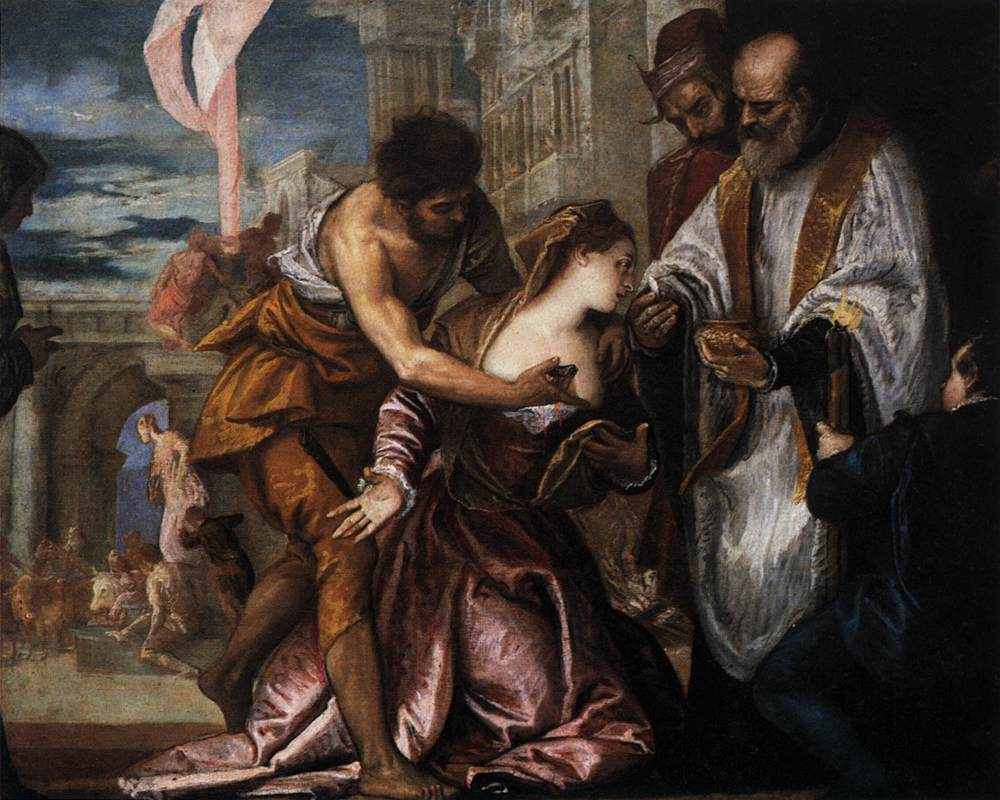
O Martírio e a Última Comunhão de Santa Luzia", Paolo Veronese
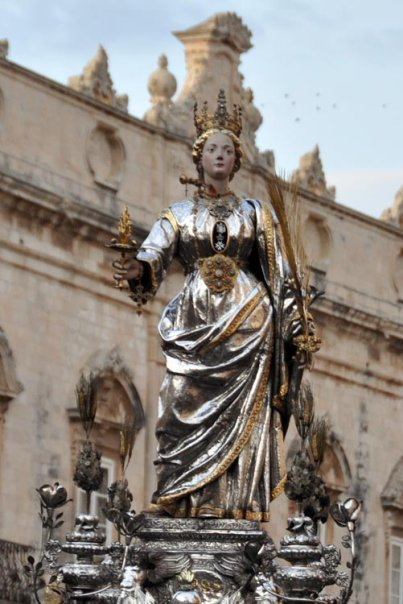
Imagem utilizada na Procissão de Santa Luzia em Siracusa
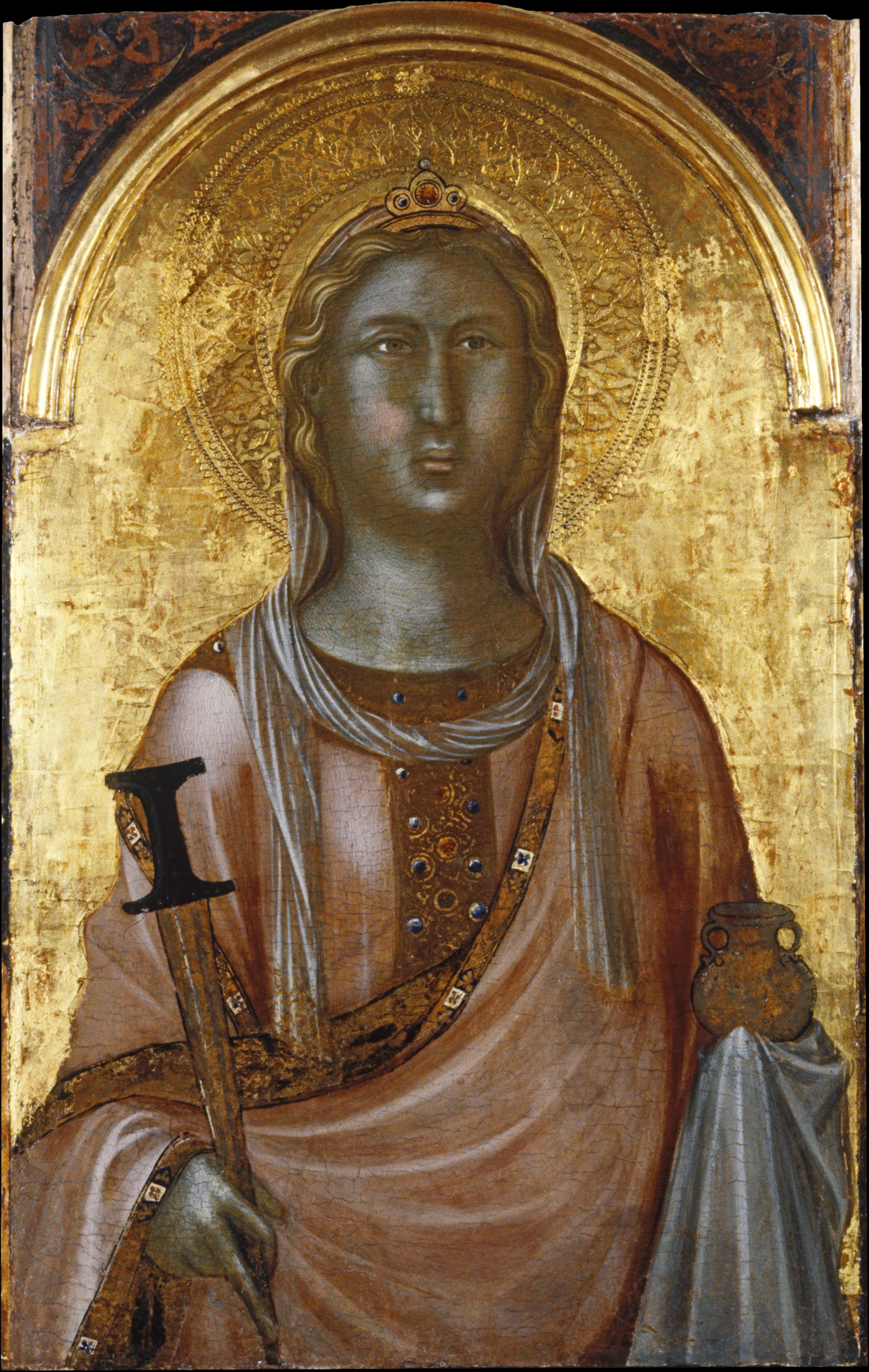
Santa Luzia, Nicolò di Segna
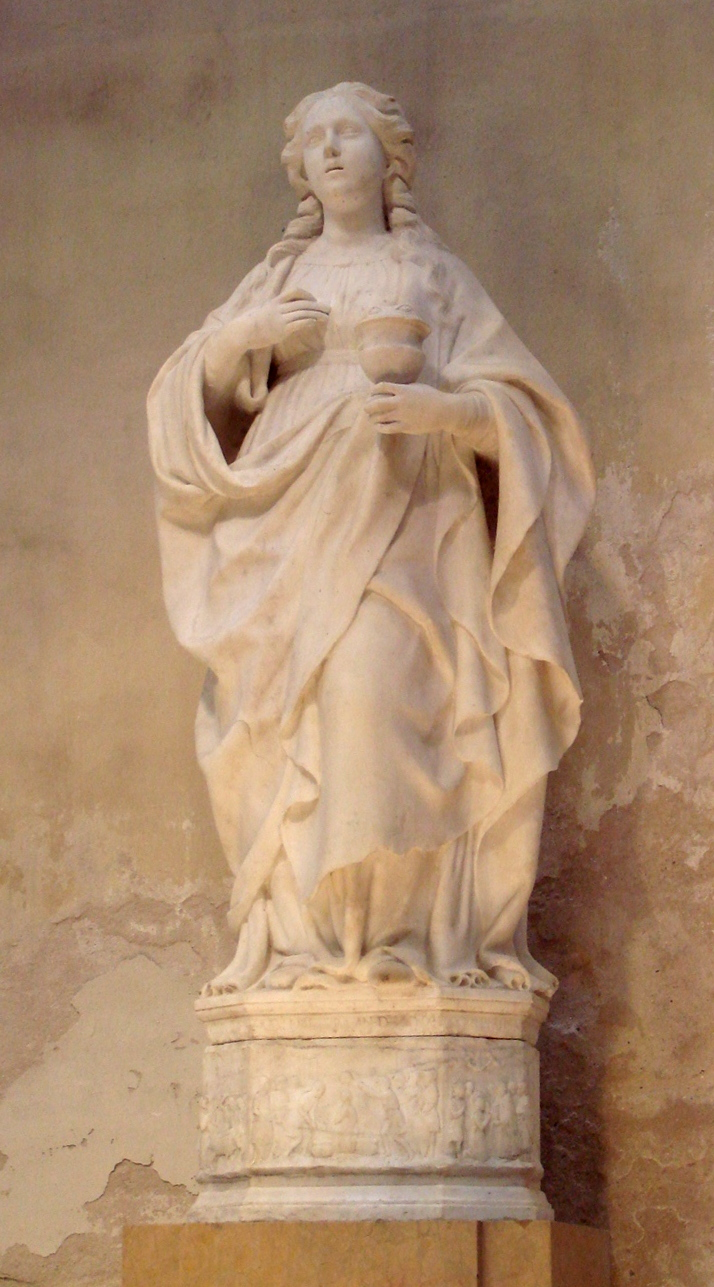
Estátua de Santa Luzia na Catedral de Siracusa
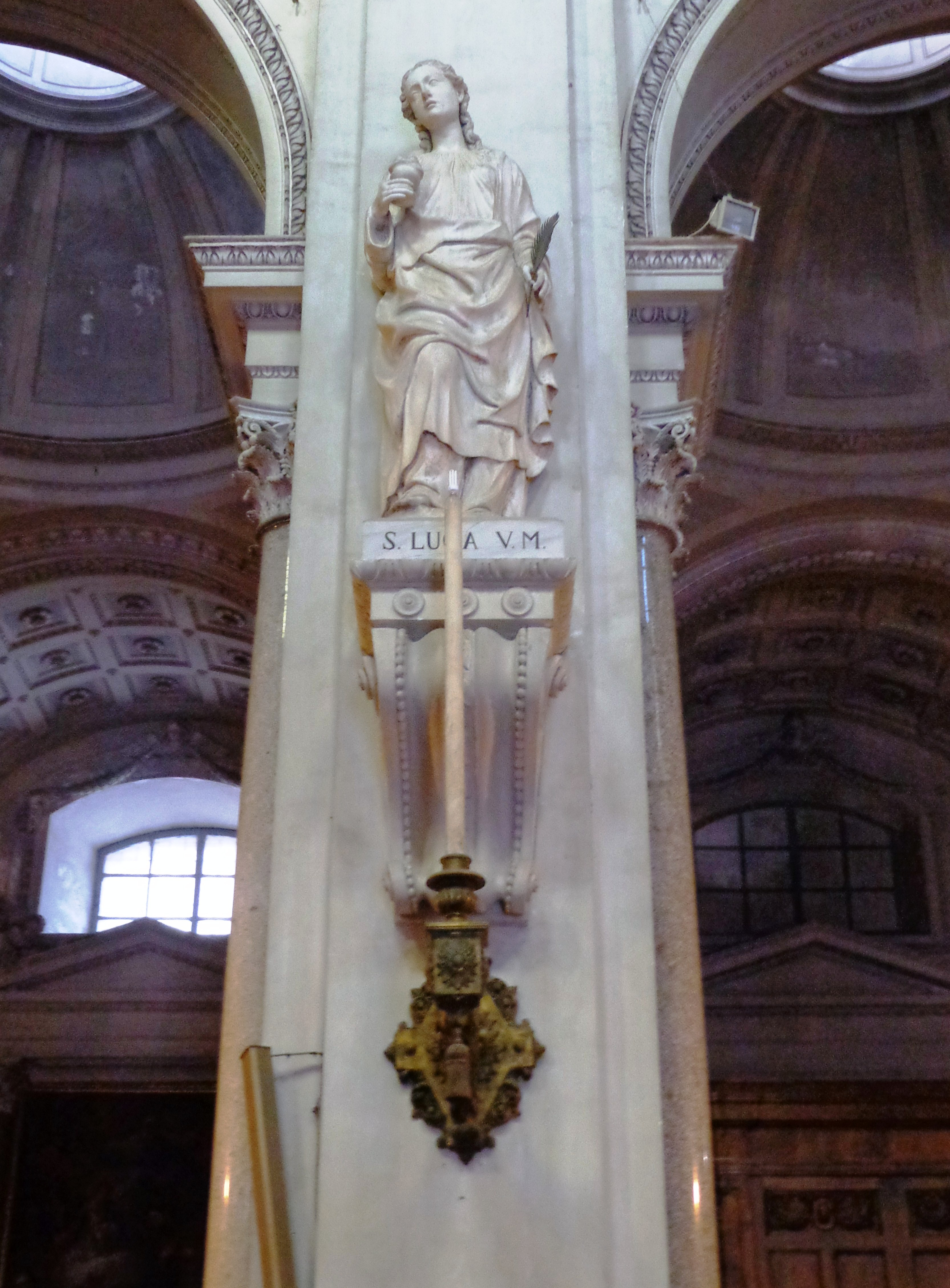
Imagem de Santa Luzia na Catedral de Palermo
Santa Luzia por Lorenzo Lotto